# Khalifa Al Hammadi
Khalifa Al Hammadi (en árabe: خَلِيْفَة مُبَارَك خَلفَان خَيْرِيّ الْحَمَّادِيّ‎; Abu Dabi; 7 de noviembre de 1998) es un futbolista de los Emiratos Árabes Unidos que juega en la posición de defensa central. Desde el 2017 juega con el Al-Jazira Club de la UAE Pro League.

## Carrera

### Club
| Periodo | Club           | Apariciones | Goles |
| ------- | -------------- | ----------- | ----- |
| 2017-   | Al Jazira Club | 114         | 6     |

### Selección nacional
Jugó con la selección olímpica en 11 ocasiones de 2018 a 2022 y anotó tres goles. Con la selección mayor debutó en la Copa Asiática 2019.
Su primer gol con la selección nacional lo anotó el 16 de noviembre de 2023 en la victoria por 4-0 ante Nepal en Dubái por la clasificación de AFC para la Copa Mundial de Fútbol de 2026. También jugó en la Copa Asiática 2023 donde anotó un gol en el empate 1-1 ante Tayikistán en Al Rayyan.